# Ulrike Tauber
Ulrike Tauber, née le 16 juin 1958 à Karl-Marx-Stadt, est une nageuse est-allemande spécialiste du style du 4 nages. Elle s'illustrait au moment où la natation est-allemande dominait outrageusement les compétitions internationales. Ainsi en 1976, à 18 ans, elle remporta le titre olympique à Montréal sur l'épreuve du 400 m 4 nages. Elle s'illustra également sur l'épreuve du 200 m papillon où elle ne fut devancée que par sa compatriote Andrea Pollack. Multiple détentrice de records du monde sur 200 m et 400 m 4 nages, elle remporte deux autres médailles aux Mondiaux 1978 de Cali. Au niveau continental, elle a remporté quatre titres de championne d'Europe : elle a réalisé le doublé 200 m - 400 m 4 nages en 1974 et 1977.

## Palmarès

### Jeux olympiques
- Jeux olympiques de 1976 à Montréal (Canada) :
  -  Médaille d'or sur l'épreuve du 400 m 4 nages (4 min 42 s 77 Record du monde).
  -  Médaille d'argent sur l'épreuve du 200 m papillon (2 min 12 s 50).

### Championnats du monde
- Championnats du monde 1975 à Cali (Colombie) :
  -  Médaille d'or du 400 m 4 nages (4 min 52 s 76).
  -  Médaille d'argent du 200 m 4 nages (2 min 20 s 40).
- Championnats du monde 1978 à Berlin (Allemagne de l'Ouest) :
  -  Médaille d'argent du 400 m 4 nages (4 min 47 s 52).
  -  Médaille de bronze du 200 m 4 nages (2 min 15 s 99).

### Championnats d'Europe
- Championnats d'Europe 1974 à Vienne (Autriche) :
  -  médaille d'or du 200 m 4 nages
  -  médaille d'or du 400 m 4 nages
  -  médaille d'argent du 100 m dos
  -  médaille d'argent du 200 m dos
- Championnats d'Europe 1977 à Jönköping (Suède) :
  -  Médaille d'or du 200 m 4 nages
  -  Médaille d'or du 400 m 4 nages

## Records
- 200 m 4 nages en grand bassin :
  - Record du monde du 18 août 1974 au 5 juin 1976 (3 améliorations : 2 min 18 s 97, 2 min 18 s 83, 2 min 18 s 30). Battu par Kornelia Ender.
  - Record du monde du 10 juin 1977 au 2 août 1978 (3 améliorations : 2 min 16 s 96, 2 min 15 s 95, 2 min 15 s 85). Battu par Tracy Caulkins.

- 400 m 4 nages en grand bassin :
  - Record du monde du 21 août 1974 au 1er juin 1976 (2 améliorations : 4 min 52 s 42, 4 min 52 s 20). Battu par Birgit Treiber.
  - Record du monde du 24 juillet 1976 au 23 août 1978 (1 amélioration : 4 min 42 s 77). Battu par Tracy Caulkins.